# Anocha Suwichakornpong
Anocha Suwichakornpong est une réalisatrice, scénariste et productrice indépendante thaïlandaise, née en 1976. Elle est actuellement professeure de cinéma à l'Université de Columbia où elle encadre des étudiants en thèse et enseigne la réalisation de films. Elle était auparavant chargée de cours en art, cinéma et études visuelles à l'Université Harvard.
Elle a réalisé quatre longs métrages et plus d’une douzaine de courts métrages. Ses films les plus notables sont Come Here (2021), By the Time It Gets Dark (2016) et Mundane History (2010).
Son oeuvre a fait l'objet de rétrospectives au Museum of the Moving Image à New York, à la TIFF Cinematheque à Toronto, au Cinéma Moderne à Montréal et à Olhar De Cinema au Brésil, entre autres. Son travail, imprégné de l’histoire sociale et politique de la Thaïlande, a reçu de nombreux prix.
Elle est lauréate du prix Prince Claus en 2019.
En 2020, elle a reçu le prix Silpathorn, une distinction récompansant les artistes contemporains thaïlandais vivants, décernée chaque année par le Bureau de l'art contemporain et de la culture du ministère de la Culture de Thaïlande. En 2024, elle a été sélectionnée pour le Creative Capital Award .
Ses proches, collègues et fans l'appellent souvent par son surnom Mai (maɪ), une pratique courante dans la culture thaïlandaise.
Elle réside actuellement entre Brooklyn, New York et Bangkok .

## Biographie
Anocha Suwichakornpong est née en Thaïlande en 1976. Ses parents étaient des immigrants chinois de deuxième génération. Elle a passé sa petite enfance à Pattaya avant de déménager en Angleterre à l'âge de quatorze ans . Après avoir terminé ses études secondaires à Londres, elle a obtenu une maîtrise en éducation artistique et études culturelles de l'Université de Warwick. En 2006, elle a obtenu un diplôme de cinéma de l'Université de Columbia où elle a reçu une bourse de la Hollywood Foreign Press Association.

## Carrière
Dans le cadre de sa thèse à l'Université de Columbia, Anocha a réalisé Graceland (2006). Ce film a été présenté en avant-première au 59e Festival de Cannes. C'est le premier court métrage thaïlandais à être sélectionné au Festival de Cannes, à la Cinéfondation . Il a également été présenté au Festival de film de Sundance en 2007 et à de nombreux autres festivals. Lors du tournage de Graceland, Anocha a commencé à travailler avec des collaborateurs comme le directeur de la photographie Leung Ming Kai et le monteur Lee Chatametikool, avec qui elle a ensuite partagé de nombreux projets. La même année, elle est sélectionnée pour participer au Talent Campus du Festival du Film de Berlin, où son scénario de long métrage fait partie des 15 projets choisis pour participer à la Script Clinic.
Avec le producteur Soros Sukum, elle a cofondé la société de production Electric Eel Films à Bangkok en 2006. Avec cette société, elle a pu développer son projet Mundane History mais aussi permettre à des jeunes réalisateurs et réalisatrices thaïlandais de lancer leurs premiers films. En 2017, elle a cofondé Purin Pictures, un fonds cinématographique qui soutient le cinéma indépendant en Asie du Sud-Est, offrant une aide indispensable dans une région qui manque de financement des pouvoirs publics.
Elle est la première cinéaste du programme de cinéma MFA de l'Université Columbia à obtenir un poste permanent depuis Miloš Forman en 1978 .

### Mundane History(2006)
Le premier long métrage d'Anocha, Mundane History (Jao nok krajok, เจ้านกกระจอก), est un drame familial autour de l'amitié qui se développe entre un jeune homme paralysé, issu d'une riche famille de Bangkok, et son infirmier originaire de la région d'Isan, dans le nord de la Thaïlande. Le film est une critique sur la société de classes en Thaïlande et offre une réflexion sur la fragilité de la vie. Il a été projeté dans plusieurs festivals et a remporté le Tiger Award au Festival international du film de Rotterdam 2010. Le réalisateur Apichatpong Weerasethakul a déclaré "Anocha a réalisé plusieurs films aussi délicats qu’audacieux. Son Mundane History m’a laissé un sentiment d'étrangeté. Je suis un grand admirateur". En France, le film a été distribué par Survivance qui a ensuite édité le DVD.  

### By the Time It Gets Darks(2016)
En 2010, Anocha prépare son deuxième long métrage, By the Time It Gets Dark (Dao Khanong, ดาวคะนอง), dont le scénario lui a valu une bourse de 15 000 € du Prince Claus Fund du CineMart au Festival international du film de Rotterdam. Le film est sorti en 2016. Il a remporté les prix de meilleur film et de meilleur réalisation par l'Association nationale du film de Thaïlande, faisant d'elle la première réalisatrice à être récompensée. Le film a été sélectionné comme représentant de la Thaïlande dans la catégorie du meilleur film en langue étrangère aux 90e Oscars.

### Come Here(2021)
Première au Berlinale Forum 2021.

### Autres oeuvres
Elle a réalisé plus d'une douzaine de courts métrages et d'installations vidéo. Elle a co-réalisé Krabi, 2562 (2019) avec l'artiste britannique Ben Rivers .

## Filmographie

### Longs métrages
| Année | Titre en anglais         | Titre en thaï | Remarques |
| 2010  | Mundane History          | เจ้านกกระจอก   | A obtenu le prix Tiger au Festival international du film de Rotterdam 2010                                          |
| 2016  | By The Time It Gets Dark | ดาวคะนอง      | A obtenu les prix de l'Association nationale du film de Thaïlande pour le meilleur film et la meilleure réalisation |
| 2019  | Krabi, 2562              | กระบี่, 2562    | Co-réalisé avec Ben Rivers                                                                                          |
| 2021  | Come Here                | ใจจำลอง       | Première au Berlinale Forum 2021                                                                                    |

### Courts métrages
- 747 (2001, co-dir)
- Days Like This (2002)
- Full Moon (2003)
- Not a New York Story (2004)
- Ghosts (2005)
- Graceland (2006)
- Jai (2007)
- Like. Real. Love (ดุจ จิต ใจ) (2008)
- Black Mirror (2008)
- Lunch (2010)
- Overseas (2012, co-dir)
- Thursday (2015)
- Coconut (2015)
- Nightfall (2016, co-dir)
- The Ambassadors (2018, co-dir)